# Ranunculus jacuticus
Ranunculus jacuticus là một loài thực vật có hoa trong họ Mao lương. Loài này được Ocz. miêu tả khoa học đầu tiên.